# Norbert Goormaghtigh
Norbert Goormaghtigh (* 14. Februar 1890 in Ostende; † 2. Januar 1960 in Sint-Martens-Latem) war ein belgischer Pathologe.
Goormaghtigh war ab 1923 Lehrstuhlinhaber für Pathologie an der Universität Gent. Schwerpunkte seiner Beschäftigung waren die Nebenniere und der juxtaglomeruläre Apparat der Niere. Von 1947/48 bis 1949/50 war er Rektor der Universität Gent.
Nach ihm wurden die extraglomerulären Mesangiumzellen (Goormaghtigh-Zellen) benannt.